# Europa Plus (Polen)
Europa Plus (in Eigenschreibweise auch Europa+) war eine überparteiliche politische Initiative in Polen. Sie wurde 2013 vom ehemaligen polnischen Staatspräsidenten Aleksander Kwaśniewski, dem Europaabgeordneten Marek Siwiec (ehemals Mitglieder des SLD) und dem Sejmabgeordneten Janusz Palikot (Vorsitzender der TR) sowie weiteren öffentlich aktiven Personen gegründet. Ihr Sitz befand sich in Posen. 

## Anliegen
Ziel der Initiative, die vor allem Wähler der politischen Parteien SLD, UP (beide sozialdemokratisch), TR, Demokraci, SD (alle sozialliberal) und PO (liberalkonservativ) sowie Zieloni (polnische Grüne) ansprechen sollte, war die stärkere Inklusion von proeuropäischer Programmatik in die polnische Politik im Schatten der europäischen Finanzkrise.
Langfristig sollte die Initiative als politische Partei Fuß fassen und eine Alternative für die bisher etablierten, jedoch vergleichsweise mitgliederschwachen Parteien des Mitte-links-Lagers darstellen. Für die Europawahl 2014 wurde eine eigene Wahlliste im Bündnis mit der TR aufgestellt. Unterstützt wurde die Initiative dahingehend vom ehemaligen polnischen Premier und amtierenden Senator Włodzimierz Cimoszewicz. Der ebenfalls an der Initiative beteiligte Sejmabgeordnete und ehemalige Innenminister Ryszard Kalisz wurde im April 2013 aus ebendiesem Grund und der Beteiligung an der Aufstellung einer konkurrierenden Wahlliste aus dem SLD ausgeschlossen.
Beim Einzug ins Europaparlament scheiterte die Initiative jedoch an der polnischen Sperrklausel. Sie hatte gerade einmal 3,57 % der Stimmen gewonnen, obwohl sie in Prognosen deutlich höher gehandelt worden war. 2014 wurde sie schließlich wieder aufgelöst.